# 春野町領家
春野町領家（はるのちょうりょうけ）は静岡県浜松市天竜区の大字。

## 地理
浜松市天竜区の東部、春野地区の南部に位置する。東で春野町堀之内、西で小川・佐久・龍山町戸倉、南で横川、北で春野町宮川と接する。

### 河川
- 気田川
- 中山川

## 歴史

### 沿革
- 1889年（明治22年）4月1日 - 町村制の施行により、周智郡領家村が周辺の村と合併し、周智郡犬居村となる[WEB 6]。旧村名は犬居村の大字として残る[WEB 7]。
- 1928年（昭和3年）11月15日 – 犬居村が町制施行して犬居町となる。
- 1956年（昭和31年）9月30日 – 犬居町が周辺の村と新設合併して春野町となる。
- 1957年（昭和32年）8月1日 – 春野町が気多村と新設合併を行い、改めて春野町が発足する。
- 2005年（平成17年）7月1日 – 春野町外10市町村が浜松市に編入される。
- 2007年（平成19年）4月1日 - 浜松市が政令指定都市となる。春野町領家は天竜区の一部となる。

## 施設
- 浜松市春野ふれあい公園
- 秋葉山 秋葉寺
- 秋葉山本宮秋葉神社 上社・下社

## 交通

### バス
- 遠鉄バス秋葉線：（厚生会・西鹿島駅 方面 - ）おいだいら入口 - 春野長沢 - 中山橋 - 和田之谷 - 秋葉橋（ - 秋葉神社 - 下島 - 秋葉神社 - 秋葉橋） - ふれあい公園（ - 春野車庫・浜松市春野支所 方面）
- 浜松市春野ふれあいバス
  - 胡桃平線（月・木曜運行、午後便は事前予約制）：（春野協働センター 方面 - ）ふれあい公園（ - 向山 方面）
  - 清流気田川線（月・金曜運行、午後便は事前予約制）：ふれあい公園（ - 勝坂 方面）
  - 春南東線（月・木曜運行、午後便は事前予約制）：（田黒 方面 - ）ふれあい公園（ - 大時 方面）
  - 熊切線（水・金曜運行、全便事前予約制）：（春野協働センター 方面 - ）ふれあい公園（ -  田河内 方面）
  - 中山静修線（水・土曜運行、全便事前予約制）：（春野協働センター 方面 - ）ふれあい公園 - 峰 - 島（ - 春野協働センター 方面）
    - 遠鉄タクシーに委託
    - 祝日及び年末年始は運休

### 道路
- 国道362号
- 国道473号
- 静岡県道286号鮎釣東雲名春野線

## その他

### 学区
小学校・中学校の学区は以下の通りである。
- 浜松市立犬居小学校
- 浜松市立春野中学校

### 警察
警察の管轄区域は以下の通りである。
| 番・番地等 | 警察署     | 交番・駐在所       |
| ---------- | ---------- | ------------------ |
| 全域       | 天竜警察署 | 春野町警察官駐在所 |

### 消防
消防の管轄区域は以下の通りである。
| 番・番地等 | 消防署     | 本署/出張所 |
| ---------- | ---------- | ----------- |
| 全域       | 天竜消防署 | 春野出張所  |

### WEB
1. ↑  “h02_22.csv”.   総務省 (2022年2月10日). 2024年12月5日閲覧。
2. ↑  “静岡県浜松市天竜区 (22137)｜国勢調査町丁・字等別境界データセット”.   人文学オープンデータ共同利用センター. 2024年12月5日閲覧。
3. ↑  “静岡県 浜松市天竜区 春野町領家の郵便番号 - 日本郵便”.   日本郵便. 2024年12月5日閲覧。
4. ↑  “市外局番の一覧”.   総務省 (2022年3月1日). 2024年12月5日閲覧。
5. ↑  “事業所案内及び管轄地域（事務所3件、分室3件）”.   一般社団法人静岡県自動車会議所. 2024年12月5日閲覧。
6. ↑  “historyofcities.pdf”.   静岡県総務部合併推進室・財団法人静岡県市町村振興協会. 2024年12月5日閲覧。
7. ↑  “解説ページ”.   株式会社エア. 2024年12月5日閲覧。
8. ↑  “学校名から探す／浜松市”.   浜松市 (2024年1月1日). 2024年12月5日閲覧。
9. ↑  “春野町駐在所｜静岡県警察”.   静岡県警察 (2023年1月11日). 2024年12月5日閲覧。
10. ↑  “消防署の町別管轄「は」／浜松市”.   浜松市 (2024年3月21日). 2024年12月5日閲覧。